# Bracon kuro
Bracon kuro är en stekelart som beskrevs av Watanabe 1934. Bracon kuro ingår i släktet Bracon och familjen bracksteklar. Inga underarter finns listade.